# 2004年塔什干自殺式炸彈攻擊
2004年塔什干自殺式炸彈攻擊，發生在7月30日星期五，烏茲別克斯坦首都塔什干發生三起自殺性爆炸事件。爆炸襲擊了以色列和美國大使館以及烏茲別克斯坦首席檢察官辦公室。兩名在以色列大使館的烏茲別克保安人員遇害，另有九人在爆炸事件中受傷。
爆炸事件幾乎同時發生在下午5點左右，兩名以色列大使館的警衛在攻擊者進入大使館入口時被殺，其中一人是以色列大使的私人謢衛。檢察官辦公室爆炸案中有7人受傷，美國大使館還有兩人受傷。但襲擊事件中沒有美國人或以色列人受傷。
爆炸發生在15名基地組織成員因2004年早些時候發動一系列襲擊事件而進行審判後不久發生，這些事件造成47人死亡（主要是武裝分子）。伊斯蘭聖戰聯盟聲稱對襲擊事件負責。基地組織和烏茲別克斯坦伊斯蘭運動也被懷疑參與襲擊。